# Polar Music
Polar Music este o casă de discuri din Suedia fondată în 1963, cunoscută în special datorită faptului ca în perioada 1970 - 1983 a înregistrat toate albumele formației ABBA.